# 本照寺 (厚木市)

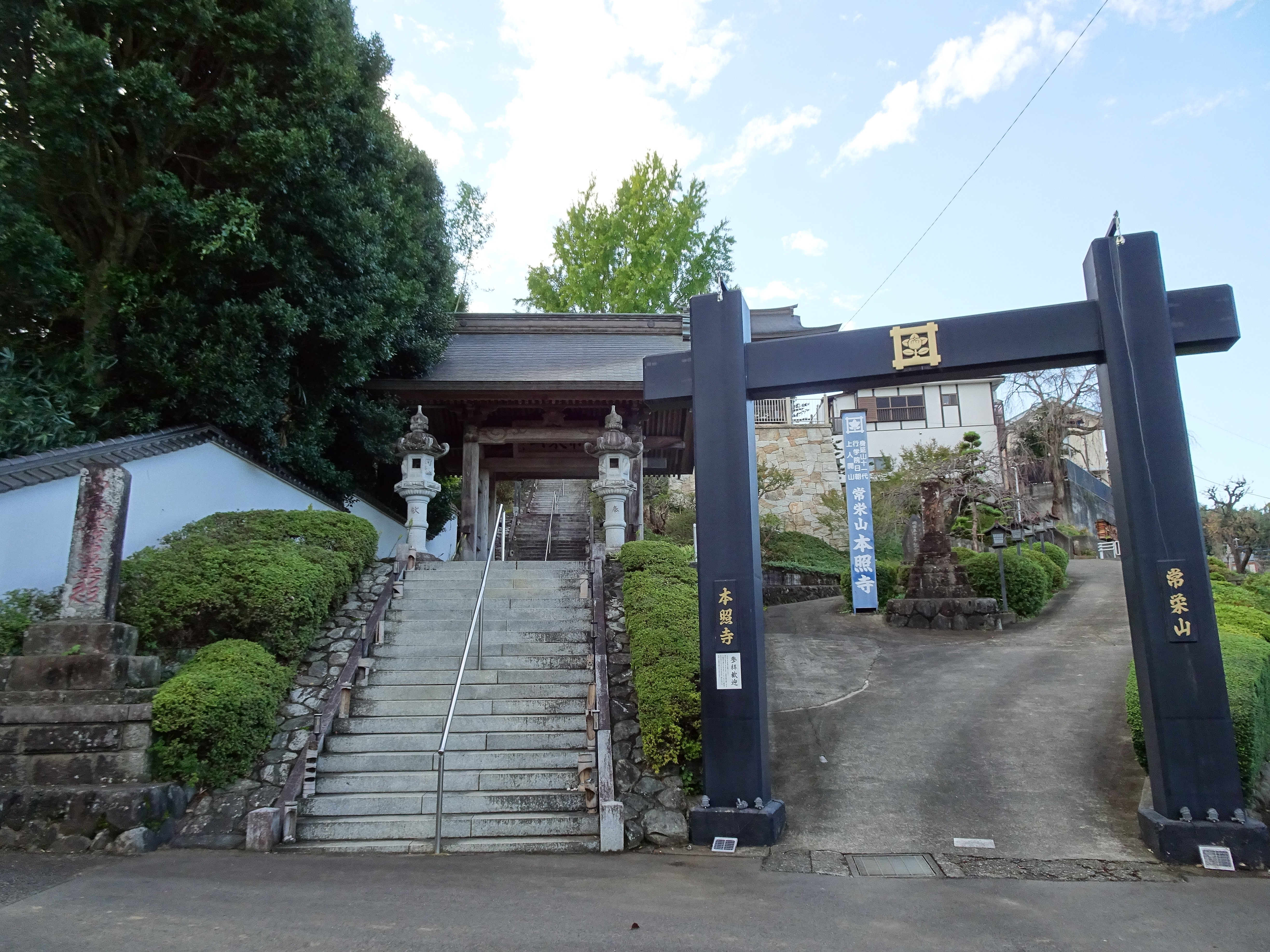
本照寺本堂の参道と山門

本照寺（ほんしょうじ）は、神奈川県厚木市にある日蓮宗の寺院。山号は常栄山。旧本山は身延山久遠寺。脱師法縁。

## 歴史
この寺の創建年代等については不詳であるが、当初は真言宗の寺院で金剛寺と称していたが、室町時代の文明年間（1469年～1486年）当時の住職が日蓮宗に改宗したことに始まるとされる。

## 文化財
- 神奈川県指定重要文化財
  - 鰐口[2]